# Grove Tower
La Grove Tower (芝浦アイランドグローヴタワー) est un gratte-ciel résidentiel construit de 2004 à 2007 à Tokyo dans le district de Minato-ku, mesurant 169 mètres de hauteur. Il abrite 833 logements. La surface de plancher de l'immeuble est  de 98 752 m2 desservi par 10 ascenseurs.
La Grove Tower fait partie du complexe Shibaura Island qui comprend également la Air Tower de 170 mètres de hauteur, la Cape Tower et la Bloom Tower.
L'architecte est la société Kajima Corporation